# Q'Viva! The Chosen
Q'Viva! The Chosen era un reality show statunitense andato in onda su Univision nel 2012 per dodici puntate da un'ora.
La serie seguiva le superstar Jennifer Lopez e Marc Anthony nei loro viaggi attraverso l'America Latina insieme al regista e coreografo Jamie King per scoprire i più autentici, genuini e talentuosi intrattenitori e reclutarli per uno spettacolo a Las Vegas. I provini erano principalmente dedicati a danzatori, acrobati, cantanti e musicisti.
In italiano è stato trasmesso per la prima volta nel 2013 da Cielo.